# Arnulfinger
Die Arnulfinger sind die Nachkommen von Bischof Arnulf von Metz. Sie sind, neben den Pippiniden, eine der dynastischen Linien, die zu den Karolingern führen.
Die Macht der Arnulfinger entstand durch das enge Bündnis zwischen Arnulf und Pippin dem Älteren, den beiden Führern des austrasischen Adels. Pippins Tochter Begga wurde mit Arnulfs Sohn Ansegisel verheiratet. Arnulf und Pippin der Ältere waren die Spitzen der austrasischen Adelsverschwörung gegen Königin Brunichild.
Nach dem missglückten Staatsstreich des (pippinidischen) Hausmeiers Grimoald (661) gingen Macht, Erbe und politische Ziele auf den Sohn Ansegisels und Beggas, Pippin den Mittleren, über. Nach seinem Sieg über den neustrischen Hausmeier Berchar in der Schlacht bei Tertry (687) hatte dieser die Macht im merowingischen Reich inne.
Pippins Söhnen wurden entscheidende Ämter übertragen:
Grimoald der Jüngere wurde um 700 Hausmeier Neustriens, Drogo wurde Dux in der Champagne. Karl Martell, Sohn Pippins aus einer Friedelehe, gilt als Neugründer der Dynastie, nach ihm nun Karolinger benannt. Die Besitzungen der Arnulfinger lagen um Metz und Verdun, die der Pippiniden in den Ardennen, im Haspengau und in Toxandrien.

## Stammliste
Um 800 wurde den Arnulfingern als Vorfahren der Karolinger und des zu dieser Zeit regierenden Karls des Großen in Metz eine Ahnenliste zugewiesen, die 200 Jahre zurückreichte und mit einem Anspert begann, der Blithilde, eine Tochter König Chlothars I., geheiratet haben soll. Der älteste Sohn des Paares, Arnold, soll der Vater Arnulfs von Metz gewesen sein – so auch noch 1877 bei Grotes Stammtafeln nachzulesen. Die Stammtafel wird heute übereinstimmend als Phantasiegebilde angesehen, dessen Zweck vor allem darin lag, die Verwandtschaft zu den Merowingern und die sich daraus ergebende politische Kontinuität aufzuzeigen. Die Vita des hl. Arnulf, die kurz nach dem Tod des Bischofs verfasst wurde, erwähnt lediglich seine Herkunft von einer „ausreichend hochstehenden und edlen fränkischen Familie“, die allerdings äußerst begütert sei.
1. Arnulf von Metz, * um 582,[1] 613 bezeugt, † 18. Juli wohl 640 bei Remiremont, 614/629 Bischof von Metz, begraben in der Villa Habendum (Remiremont), später umgebettet nach St. Arnulf in Metz; ⚭ NN
  1. Chlodulf, * um 610,[2] † 8. Juni um 697,[3][4] Bischof von Metz um 660,
    1. Aunulf, † nach 670[5]

  2. Ansegisel, um 662 bezeugt, † erschlagen vor 679; ⚭ Begga, † wohl 692, Tochter Pippins des Älteren, 690/691 Stifterin des Klosters Andenne (Pippiniden)
    1. Pippin der Mittlere, † 16. November 714 in Jupille, 680 dux, 688 Hausmeier (principale regimine majorum domus),
⚭ I um 670/675 Plektrudis, 691/717 bezeugt, Gründerin von St. Maria im Kapitol in Köln, dort auch begraben, Tochter von (Pfalzgraf) Hugobert (Hugobertiner) und Irmina von Oeren;
⚭ II Chalpaida, uxor nobilis et elegans
      1. (I) Drogo, † 708, dux der Champagne, dann dux der Burgunden, begraben in St. Arnulf in Metz; ⚭ nach 688 Anstrudis, Tochter des neustrischen Hausmeiers Waratto und der Ansfled, Witwe des neustrischen Hausmeiers Berchar
        1. Arnulf, * vor 700,[6] † nach 723, 715 dux
        2. Hugo, † 8. April 730 in Jumièges, 715 sacerdos (Priester), Bischof von Rouen, Paris und Bayeux, Abt von Jumièges und Fontenelle[7]
        3. Pippin, 715 bezeugt
        4. Gottfried/Godefrid, † 720/726 – Nachkommen siehe unten

      2. (I) Grimoald der Jüngere, † erschlagen April 714 in der Lambertuskathedrale in Lüttich, um 700 Hausmeier in Neustrien und Burgund; ⚭ Theudesinda, Tochter des Friesenfürsten Radbod
        1. Theudoald, Mutter unbekannt, † wohl 741, 714/715 Hausmeier, 723 als nepos (Enkel, Nachkomme, Verwandter) Karl Martells erwähnt

      3. (II) Karl Martell, † 22. Oktober 741 in der Königspfalz Quierzy, 717 Hausmeier in Austrien, 718 Hausmeier im gesamten Frankenreich, begraben in der Abtei Saint-Denis;
⚭ I Chrothrud, † vor 725;
⚭ II Swanahild, illustris matrona, † nach 743, begraben in der Abtei Chelles, Nichte des Herzogs Odilo von Bayern (Agilolfinger) 
– Nachkommen siehe Stammliste der Karolinger
      4. Childebrand, Mutter unbekannt, † nach 751, Graf in Burgund, setzte die Fredegar-Chronik fort (continuator Fredegarii) Nachkommen siehe unten

### Die Nachkommen Godofrieds
Die Darstellung folgt der von Christian Settipani. Die Filiationen sind weitgehend nicht nachgewiesen, lediglich plausibilisierte Vermutungen, z. B. anhand der vererbten Titel und namenskundlicher Zusammenhänge.
8.–9. Jahrhundert
1. Gottfried/Godefrid, † 720/726 – Vorfahren siehe oben
  1. Humbert I. (Chunibert I.), Graf von Bourges 761–778, † nach 778; ⚭ NN, Schwester von Aredius, Bischof von Rodez 783/814, und Agernus, Bischof von Cahors 782/821, Nachfahrin von Aredius von Limoges und Caesarius von Arles
    1. Ebroin, Graf in Aquitanien 780, Bischof von Bourges nach 789 – 810/20, † 810/20
      1. Wicfred, Graf von Bourges 802–828, Enkel von Humbert I., von königlicher Herkunft, † 828; ⚭ Oda
        1. Agana, † nach 845; ⚭ Robert, Pfalzgraf 822, † nach 822, wohl identisch mit Robert, Graf, Herr von Sesseau im Berry, Sohn von Graf Theodebert von Madrie (siehe unten)
          1. Humbert II. (Chunibert II.), Graf von Bourges 862, † 862; ⚭ NN, sie heiratete 862 in zweiter Ehe Karl das Kind, 855 Unterkönig von Aquitanien, † 866 (Stammliste der Karolinger)

      2. Aiga, † nach 757; ⚭ Raoul, Graf von Cahors 823–842, † 842 (siehe unten)

    2. Emenon, Graf von Cahors 778, † 823
      1. Raoul, Graf von Cahors 823–842, † 842; ⚭ Aiga, † nach 857, Tochter des Grafen Ebroin (siehe oben)
        1. Godofried, Graf von Cahors 842 † 866/78; ⚭ Gerberge, † nach 878 – Nachfahren siehe unten
        2. Emeno, 844–860 bezeugt
        3. Landeric, Graf von Saintes 839?, † 866?; ⚭ Hildesinde, wohl Tochter von Gerhard Graf von Auvergne und NN (Adaltrude) (Ramnulfiden) (siehe unten)
          1. Aiga, † 880/82; ⚭ Adalgaire, † 880/82, beide 880 Wohltäter für die Abtei Beaulieu
            1. Landeric, im Nivernais wohl 893, † nach 923
              1. Landeric, in Nivernais 950, † nach 950
              2. Bodo, Seigneur de Monceaux 950, † nach 950 (Monceaux (Adelsgeschlecht))
                1. Landeric, Seigneur de Metz et de Monceaux, um 989 Graf von Nevers; ⚭ um 989 Mathilde, Tochter des Pfalzgrafen Otto Wilhelm von Burgund, sie brachte Nevers und Auxerre in die Ehe (Haus Burgund-Ivrea)

            2. Hildegaire, 882
            3. Raoul, 882; ⚭ Bertlinde, † nach 882

          2. Hildegaire, nahe Verwandte von Ramnulf, Landeric und Adaltrude
          3. Adaltrude, Nachfahrin von Aredius von Limoges; ⚭ Gerald, † nach 879
            1. Adaltrude, ⚭ Audeber, Vicomte de Limoges, † vor 914 (Haus Limoges)
              1. Hildegaire, Vicomte de Limoges 914, † 943/47
                1. Géraud, Vicomte de Limoges 943/47, † 988

            2. Géraud, Nachfahre von Aredius von Limoges, † 909
            3. Avigerna

        4. Raoul (Radulf), Bischof von Bourges 840, Gründer der Abtei Beaulieu, † 855
        5. Robert; ⚭ Rotrude, Tochter von Graf Rorico von Maine und Rotrude (siehe unten)
          1. Drogo

    3. NN
      1. Ebroin, Bischof von Poitiers 810, Cousin von Graf Rorico von Maine

    4. Adaltrude; ⚭ Gauslin du Mans (Rorgoniden)
      1. Rorico, Graf von Rennes, Graf von Maine, † um 840; ⚭ Rotrude, † 810, Tochter von Karl dem Großen (Karolinger)
        1. Louis, † 867, Abt von Saint-Denis
        2. Rotrude; ⚭ Robert, Sohn von Raoul, Graf von Cahors, siehe oben
        3. NN (Adaltrude); ⚭ Gerard, Graf von Auvergne, † 841 (Ramnulfiden)
          1. Hildesinde; ⚭ Landeric, Graf von Saintes 839? (siehe oben)
          2. Gérard
          3. Étienne
          4. Hiltrude, ⚭ Gailo
          5. Ramnulf, Graf von Poitiers 852

  2. Drogo, Graf 753–762, † nach 762

9.–10. Jahrhundert
1. Godofried, Graf von Cahors 842 † 866/78; ⚭ Gerberge, † nach 878 –  Vorfahren siehe oben
  1. Godofried, 865–898 bezeugt, ⚭ Godila/Godolinde, † nach 898
    1. Robert, 865
      1. Ademar I., Vicomte de Turenne, LaienAbt von Tulle, † um 941; ⚭ (1) Fauciberge; ⚭ (2) Gauzla, † um 941
        1. Donarellus, unehelich, Laienabt von Tulle => Nachkommen: die Familie Victoria
        2. Bernard, unehelich, Vicomte de Turenne, † 955/84; ⚭ Deda, † nach 984, Tochter von Sulpicius de Charroux (siehe unten)
          1. Aina; ⚭ Ramnulf, Vicomte d’Aubusson, † vor 997
            1. Rainaud II., Vicomte d’Aubusson 997
            2. Farilde, ⚭ Adémar de la Roche

          2. Ademar II., Vicomte de Turenne
          3. Sulpicia, † nach 970/986; ⚭ Archambaud, Vicomte de Comborn, † 988/92 (Haus Comborn)
            1. Ebalus, Vicomte de Comborn 999
            2. Archambaud

      2. Boson, Abt von Beaulieu 937, Bischof von Cahors 940
      3. Gausbert, Vicomte 937; ⚭ Ricburge
      4. Deda, 920 Witwe, Äbtissin von La Règle in Limoges 950, † nach 950; ⚭ Auderbert, Vicomte de Limoges 904, † 904/14
        1. Helias, 920
        2. Audebert, Abt von Saint-Étienne in Limoges
        3. Tochter; ⚭ Sulpicius de Charroux (siehe unten)

      5. Robert
      6. Farilde; ⚭ Odolric, Vicomte de Saint-Cirq
        1. Boson, Vicomte de Saint-Cirq
        2. Jean

    2. Jean, Abt von Beaulieu 926, leiblicher Cousin von Abt Radulf, † 932

  2. Raoul, 865–866 bezeugt
  3. Geoffroy, 878 bezeugt
    1. Raoul, Abt von Beaulieu 903–926, leiblicher Cousin von Abt Jean, † 926 (oder 936?)
    2. Geoffroy, Graf, fl. Charroux
      1. Sulpicius de Charroux; ⚭ NN, Tochter von Audebert, Vicomte de Limoges, und Dea (siehe oben)
        1. Deda; ⚭ Bernard, Vicomte de Turenne, † vor 984 (siehe oben)
        2. Boson, † 988, Graf von La Marche
          1. Helias, † 975, Graf von Périgord
          2. Audebert, Graf von Périgord – Nachkommen: Das Haus Périgord und das Haus Talleyrand-Périgord

### Die Nachkommen Childebrands
Die Darstellung folgt der von Christian Settipani; die Filiationen sind weitgehend nicht nachgewiesen, lediglich plausibilisierte Vermutungen, z. B. anhand des vererbten Besitzes. Dieser Zweig der Familie wird in Frankreich Nibelungen genannt; Grund dafür ist das Auftreten des zugehörigen Vornamens (zur Begründung dafür siehe den Artikel Childebrand), nicht eine verwandtschaftliche Beziehung zu den am Rhein agierenden Nibelungen.
1. Childebrand (I), Graf in Burgund, Dux in der Provence 737/739, Herr von Marolles-sur-Seine; ⚭ NN – Vorfahren siehe oben
  1. Nibelung (I), Graf 751–770/86, Herr von Marolles und Perrecy
    1. Childebrand (II), † vor 818, 796 missus im Autunois, Graf, Herr von Perrecy; ⚭ ? Berta, Tochter vom Theoderich, Graf von Autun, und Aldana, Schwester von Wilhelm von Gellone (Wilhelmiden)
    2. Nibelung (II), 788 Graf, 805 bezeugt; ⚭ NN, nahe Verwandte des Wilhelm von Gellone, vielleicht dessen Schwester Albana oder Berta (Wilhelmiden)
      1.  ? Childebrand (III), 796–827/836 Graf, 796 missus im Autunois, vielleicht Graf von Morvois, 827 in der Spanischen Mark; ⚭ Dunna, vielleicht Schwester des Grafen Eccard (X 844)
        1. Theoderich „le Trésorier“ (* um 810, † 882/883), 878 Graf von Autun mit dem Auftrag, Bernhard von Gothien zu vertreiben, 876/877 Herr von Perrecy; ⚭ NN, Tochter von Richard Graf von Amiens (Buviniden)
          1. Richard, erbt Perrecy, das er 885 abgibt
          2. Theoderich, erbt Perrecy, das er 885 abgibt
          3. Tochter, erbt Perrecy, das sie 885 abgibt; ⚭ Urso, 885 bezeugt

        2. Eccard (* um 810/815, † zw. Januar 876 und Juni 877), 838 Herr von Perrecy, 858 missus im Senonais, 863 missus in der Markgrafschaft Chalon, 873 missus im Autunois und Mâconnais;
⚭ I Albegundis;
⚭ II um 863, vor 869, NN, wohl Richildis, † um 882, wohl Tochter von Richard Graf von Amiens (Buviniden)
        3. Bernhard „le Veau“, † 872 von Bernhard Plantevelue ermordet, 868 Graf von Autun und Markgraf
        4. Ada, 876 Nonne und später Äbtissin in Faremoutiers; ⚭ NN
          1.  ? Winithar, 876/98 bezeugt, 876 Neffe Eccards
            1. Winithar, 885/98 bezeugt
            2. Theoderich, 885/98 bezeugt

          2.  ? Gerberga, 876 bezeugt, † vor 885, 876 Nichte Eccards

      2.  ? Nibelung (III), Graf, Herr von Baugy
        1. Nibelung, 843/879 bezeugt, 853 missus im Nivernais, Auxerrois und Avallonnais, 864 Graf von Vexin
          1. Theoderich, 876 bezeugt
          2. Adhemar, 876 bezeugt
          3.  ? Tochter; ⚭ Graf Adelramn II.
            1. Adelramn III., folgt wohl Nibelung als Graf von Vexin
            2. Theoderich

        2. Theoderich, 876 bezeugt

      3.  ? Theobedert, Graf von Madrie (bei Chartres); ⚭ NN
        1. Rodbert (Robert), Graf, Herr von Sesseau im Berry; ⚭ Aga, Tochter von Wicfred, Graf von Bourges, und Oda
        2. Ringart/Hringard/Ingeltrud; ⚭ 822 Pippin I., König von Aquitanien, † 838 (Karolinger)